# Melocoton
Melocoton (melocotón, na grafia em espanhol, significa "pêssego") é um personagem infantil que acompanhava a apresentadora, cantora, atriz e modelo brasileira Eliana em seu programa exibido pela emissora paulista SBT, Bom Dia & Cia e agora acompanha a dupla Patati e Patatá no programa de mesmo nome desde 2025.
Estreou em 1994 como fantoche, tornando-se boneco alguns anos depois, ganhando maior sucesso entre o público. Foi uma das figuras mais icônicas do programa entre as crianças nos anos 1990, e assim ganhou, em 1995, uma música, a 10ª faixa do 3º CD de Eliana. A voz de Melocoton pertenceu ao humorista Edílson Oliveira da Silva, que também deu a voz a Flitz.

## História
O Melocoton estreou em 1994 no Bom Dia & Cia, na época apresentado por Eliana, no Sistema Brasileiro de Televisão. Edílson Oliveira deu sua voz ao fantoche, que sucessivamente tornou-se um boneco. O personagem tinha a característica de ser comilão, era muito atrapalhado e gostava de contar piadas. No programa especial de dia das crianças, Melocoton mostrou à apresentadora o seu mundo, que ficava no porão da casa em que o programa se passava, a partir daí, o universo do personagem tornou-se o cenário mais usado no programa. Em 1995, o mesmo ganhou uma faixa no álbum de Eliana e em 1997 seu boneco havia vendido aproximadamente 250 mil unidades.
Em 1998, Eliana que estava em final de contrato,percebeu que precisava de mais espaço para o seu programa na grade, além de uma atração semanal, por acreditar que aquela era a hora de crescer profissionalmente. No entanto, a direção do canal decidiu que não era o momento de se fazer qualquer mudança e que o programa continuaria como estava. Assim, a apresentadora passou a conversar em segredo com outras emissoras em busca de melhores propostas de trabalho, recebendo convites da Record e da Globo. A proposta da Record era de um contrato de 4 anos com dois programas, um diário e outro semanal. Por sua vez, a Globo ofereceu uma proposta similar, com a condição de que ela passasse por um período de "limpeza" da sua imagem antes de sua estreia, desassociando-a do SBT (política essa que também era adotada com outras estrelas contratadas de outros canais). A proposta não foi bem vista pela apresentadora, pois fora da televisão, a venda de seus produtos licenciados iria despencar de forma sorrateira e ela era, ao lado de Xuxa e Gugu Liberato, uma das maiores vendedoras de brinquedos do país.
Ao tomar ciência das negociações de Eliana com a concorrência, o SBT começou a gravar pilotos do Bom Dia & Cia com Jackeline Petkovic, recém-saída do Fantasia, prevenindo-se de uma possível saída repentina. Ao avaliar o desempenho de Jackeline, Silvio Santos decidiu que se Eliana continuasse no SBT, iria se revezar no comando de um outro programa com ela. Eliana,que ao saber da movimentação,não concordou e  por sua vez, comunicou ao chefe que estava de saída da emissora, e apresentou o Eliana & Cia. como se não estivesse acontecendo nada pela última vez em 18 de setembro, um dia depois de acertar em segredo seu contrato com a Record.
Mesmo com sua saída, Melocoton foi o único personagem a permanecer no programa junto de Jackeline, e de outros personagens como o Livro, que estava sempre em uma estante repleta de publicações (apesar de ser o único animado), o casal de pássaros Piu e Pia, o peixe Ramon e o extraterrestre Gugui. Melocoton foi o personagem que permaneceu pelo maior período de tempo no programa.

### Retorno
No meio de uma grave crise financeira em 2006, o SBT relançou o personagem. Para chamar a atenção das crianças, o personagem volta a aparecer no programa no dia 1 de setembro de 2006 em pequenas esquetes de aproximadamente 10 minutos, contando várias piadas e adivinhações. O personagem deixa de aparecer quando o boneco parou de ser produzido.
Em 2025, o querido mascote da Eliana retorna no Bom Dia & Cia, marcando a volta do programa infantil do SBT após três anos fora do ar.